# History2 (chaîne de télévision canadienne)
History2 est une chaîne de télévision canadienne spécialisée de catégorie A appartenant à Corus Entertainment. Ayant comme condition de licence de diffuser des émissions de divertissement et de style de vie pour les hommes, elle diffuse des émissions sur l'histoire.

## Histoire
Après avoir obtenu une licence du CRTC en 2000 par Groupe TVA (51 %) et Canwest (49 %) pour le service Men TV, la chaîne est entrée en ondes le 7 septembre 2001 sous le nom de mentv, dont Canwest est responsable de sa mise en ondes. En septembre 2008, le contrôle de la chaîne a été transférée à Groupe TVA. mentv a changé de nom pour The Cave le 2 août 2010.
Sous les dettes, Shaw Communications fait l'acquisition de CW Media le 27 octobre 2010 et The Cave fait maintenant partie à 49 % de Shaw Media.
Le 22 décembre 2011, le Groupe TVA annonce la vente de ses participations dans les chaînes spécialisées Mystery TV et The Cave à Shaw Media, transaction qui a été approuvée par le CRTC le 25 avril 2012.
Le 30 mai 2012, Shaw Media annonce le lancement à l'automne de H2, une chaîne dérivée américaine du même nom. Le changement s'est effectué le 27 août 2012.
Le 29 mai 2013, une version haute définition de la chaîne a été lancée. À la fin février 2016, la version américaine de H2 est devenue Viceland, dont Rogers Media en obtient les droits. La version canadienne de H2 continue ses opérations.
Depuis le 1er avril 2016, Shaw Media appartient désormais à Corus Entertainment.
En août 2019, la chaîne a été renommée History2, comme avec les autres chaînes H2 existantes dans le monde.

## Logos

Logo de mentv de 2001 à 2010.
Logo de The Cave de 2010 à 2012.
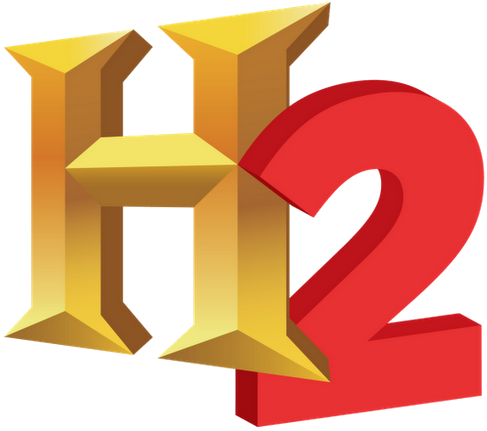
Logo de H2 de 2012 à 2019.
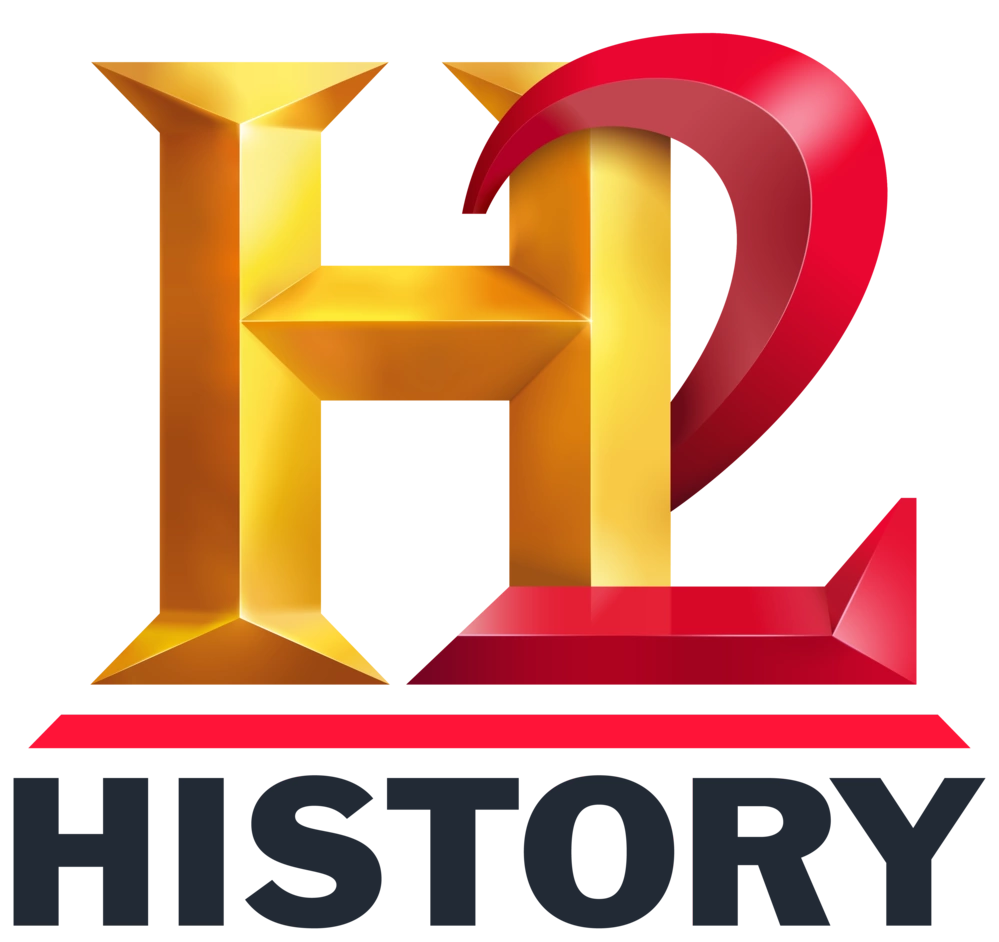
Logo de History2 de 2019 à 2022.
Logo de History2 depuis 2022.